# Вайнори
Вайнори (словац. Vajnory) — міська частина, громада округу Братислава III, Братиславський край. Кадастрова площа громади — 13.53 км².
Населення 5976 осіб (станом на 31 грудня 2020 року).

## Історія
Вайнори згадуються 1237 року.